# Психологія народів і мас
Психологія народів і мас — праця Гюстава Ле Бона, написана в 1895 році, яка подає детальний аналіз психології широких мас (раси і натовпу), як найважливішого мотиву поведінки індивіда і причини історичних подій.

## Основні положення «Психології народів і мас»

### Книга перша «Психологія народів»
- Основу цивілізації складає душа раси, сформована спадковими надбаннями. Вона також міцна і не схильна до змін, як і анатомічні ознаки раси. Душа раси представляє спільність відчуттів, інтересів, вірувань.
- Всі зміни в державних установах, релігіях не зачіпають душу раси, але душа раси впливає на них.
- Мистецтво та культура - не показник цивілізованості народу. Як правило, на чолі цивілізацій стоять народи зі слаборозвиненою, утилітарною культурою, але сильним характером і ідеалами. Сила цивілізації не в технічних і культурних досягненнях, а в характері і ідеалах.
- Цінності латинських народів - підпорядкування сильній, деспотичній владі; англосаксів - пріоритет приватної ініціативи.
- Природна тенденція еволюції цивілізацій - диференціація. Панацея демократії - досягнення рівності через виховання і нав'язування своєї культури вищими народами нижчим, - помилка. Невластива народу навіть більш висока культура підриває його моральність і знищує цінності, сформовані століттями, що робить такий народ ще нижче. У більшості випадків, нові вірування і установи приносять лише нові назви, не змінюючи суті вже наявних.
- Крім спадкових почуттів на історію народу впливають ідеї-догми. Опускаючись в сферу несвідомого, вони мають величезну силу. Єдиний ворог віри - інша віра.
- Всіма своїми успіхами народ зобов'язаний лише жменьці обраних, які реалізують події підготовлені століттями.

### Книга друга «Психологія мас»
- У XIX столітті влада натовпу змінює владу еліт.
- Основні властивості натовпу: анонімність (безкарність), зараза (поширення думки), нав'язливість (натовп можна змусити бачити навіть те, чого немає насправді), прагнення негайно втілити свої ідеї в життя.
- Психологія натовпу схожа на психологію дикунів, жінок і дітей: імпульсивність, дратівливість, нездатність обмірковувати, відсутність міркування і критики, перебільшену чутливість.
- Поведінка натовпу мінлива, так як вона реагує на імпульси.
- У натовпі немає сумнівів. Він впадає в крайнощі, при яких будь-яку підозри можуть перетворитися на незаперечну очевидність
- Маси поважають тільки силу.
- Ідеї натовпу утримуються тільки категоричністю і не володіють жодним зв'язком.
- Міркування натовпу примітивні і засновані тільки на асоціаціях.
- Натовп здатний сприймати тільки образи, причому, чим яскравіше образ, тим краще сприйняття. Чудесне і легендарне сприймається краще, ніж логічне і раціональне.
- Формули, зодягнені в слова, позбавляють натовп від необхідності думати. Формули незмінні, але слова, в які вони укладені, повинні відповідати часу. Найжахливіші речі, названі милозвучними словами (братерство, рівність, демократія), приймаються з благоговінням.
- Натовп спрямовується не до тих, хто дає їй очевидність, а до тих, хто дає їй спокусу її ілюзію.
- Натовпу необхідний ватажок. Ватажок не обов'язково розумний, так як розум народжує сумніви. Він старанний, енергійний, фанатичний. Тільки сліпо вірячи в свою ідею вожак може заразити вірою інших. Головна якість великого ватажка - наполегливість, стійка воля.